# Cincinnati Open 1974
Il Cincinnati Open 1974 è stato un torneo di tennis giocato sul sintetico indoor. È stata la 73ª edizione del Cincinnati Open, che fa parte del Commercial Union Assurance Grand Prix 1974. Il torneo si è giocato a Cincinnati in Ohio negli USA, dal 29 luglio al 5 agosto 1974.

## Campioni

### Singolare
Marty Riessen ha battuto in finale   Robert Lutz con il punteggio di 7–6, 7–6

### Doppio
Dick Dell /  Sherwood Stewart hanno battuto in finale  James Delaney /  John Whitlinger con il punteggio di 4–6, 7–6, 6–2